# Sylwin (minerał)

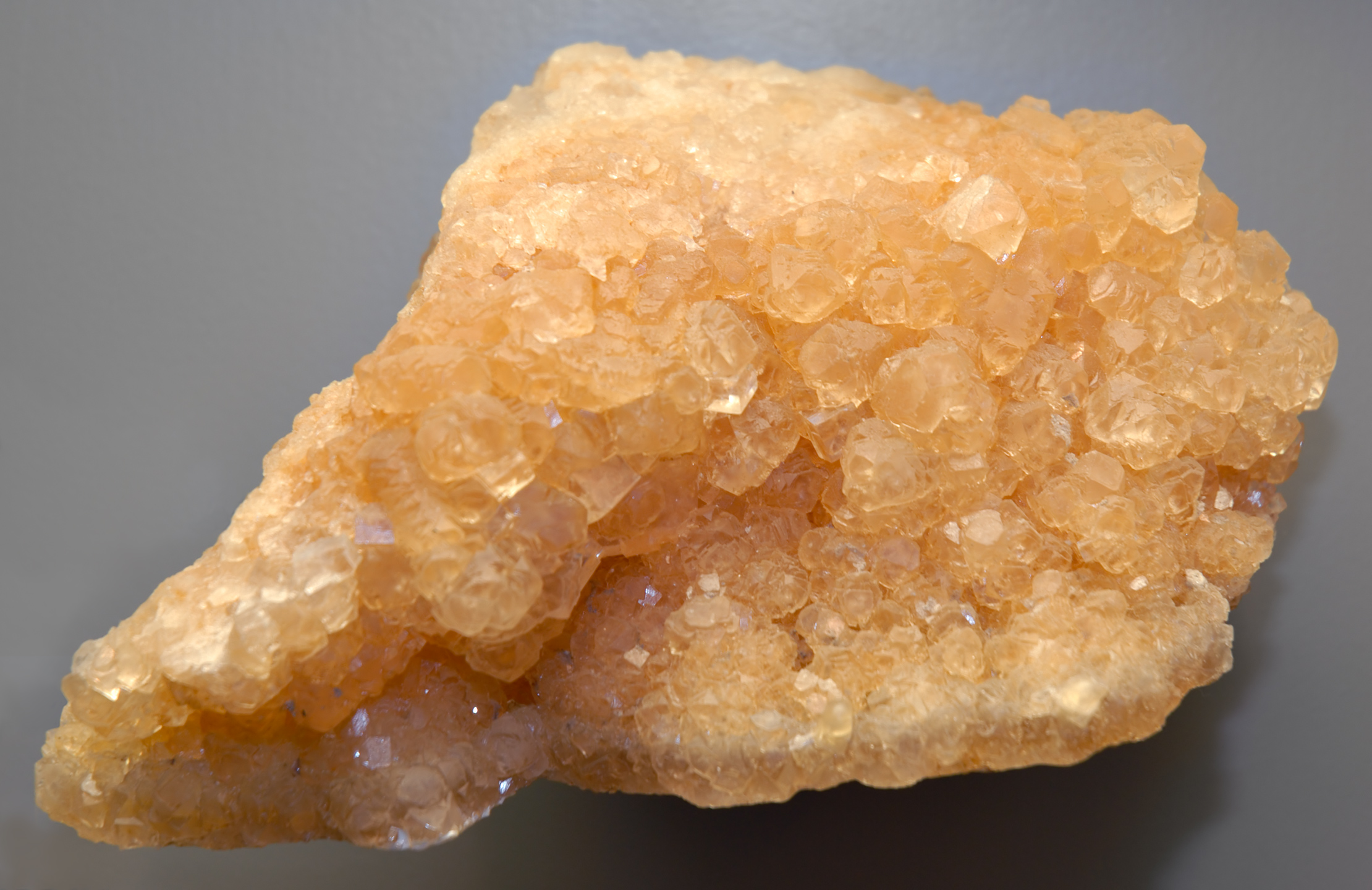

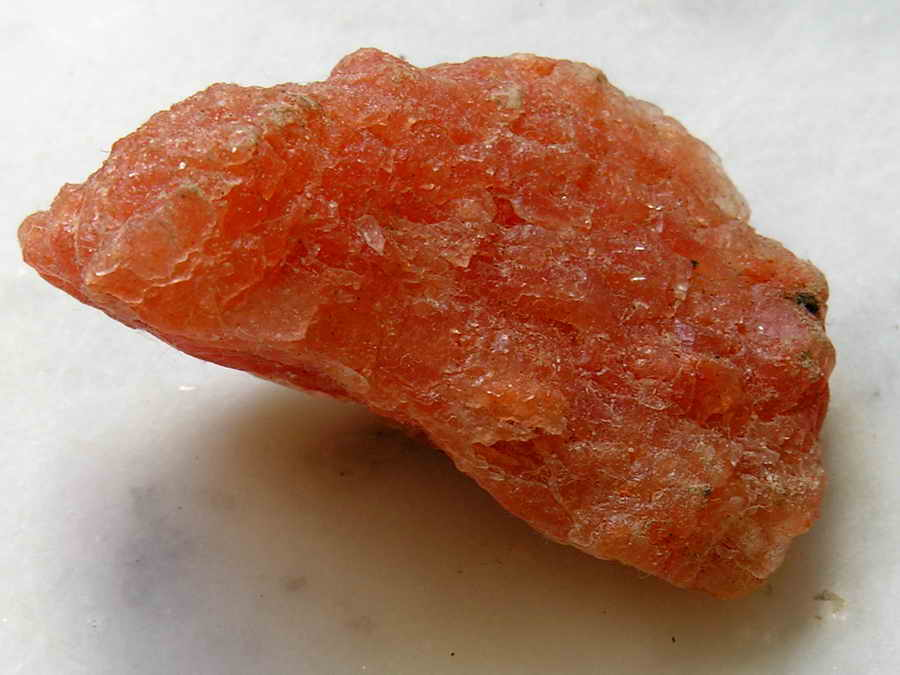
Różnobarwne postacie kryształów Sylwinu

Sylwin – minerał z gromady halogenków. Minerał rozpowszechniony tylko w pewnych rejonach Ziemi.
Nazwa pochodzi od nazwiska holenderskiego chemika i lekarza Franciscusa Silvusa (François Deleboe) zwanego Sylwiuszem (XVII wiek).

## Właściwości
Najczęściej tworzy skupienia ziarniste, igiełkowe, zbite. Kryształy mają postać sześcianów, ośmiościanów bądź ich kombinacji. Często występują zbliźniaczenia. Jest kruchy, przezroczysty, przeświecający, bardzo dobrze rozpuszcza się w wodzie, jest higroskopijny. Ma słono-gorzki smak.

## Występowanie
Jest minerałem typu ewaporatu; powstaje głównie wskutek odparowywania słonych zbiorników wodnych m.in. mórz, zatok, słonych jezior itp., rzadziej podczas ekshalacji wulkanicznej. Współcześnie powstaje w Morzu Martwym.
Współwystępuje z halitem, karnalitem.
Miejsca występowania: Niemcy, Ukraina, Wielka Brytania, Kanada – Saskatchewan, USA – Utah, Teksas, Indie, Włochy – okolice Etny i Wezuwiusza. Duże złoża tej soli znajdują się w Rosji – Ural, Hiszpanii – Cardonie Suria i Francji – Alzacja.
W Polsce występuje na Kujawach w Kłodawie i Inowrocławiu. Obecność stwierdzono w Zatoce Puckiej (w otworach wiertniczych).

## Zastosowanie
- surowiec dla przemysłu chemicznego: (do produkcji nawozów sztucznych, materiałów wybuchowych, sztucznych ogni, zapałek, mydła)
- roztwór zwany solą Sylwiusza był stosowany jako lekarstwo na nadkwasotę
- ma znaczenie kolekcjonerskie